# Pleșești (okręg Vâlcea)
Pleșești – wieś w Rumunii, w okręgu Vâlcea, w gminie Roșiile. W 2011 roku liczyła 144 mieszkańców.